# Hancock megye (Georgia)
Hancock megye az Amerikai Egyesült Államokban, azon belül Georgia államban található. Megyeszékhelye és legnagyobb városa Sparta. Lakosainak száma 8735 fő (2020. április 1.). Hancock megye Taliaferro, Warren, Glascock, Washington, Baldwin, Putnam és Greene megyékkel határos.

## Népesség
A megye népességének változása:
| Lakosok száma | 9409 | 9363 | 9005 | 8879 | 8551 | 8735 |
|               | 2010 | 2011 | 2012 | 2013 | 2015 | 2020 |